# Ostoja Czarnorzecka
Ostoja Czarnorzecka (PLH180027) – projektowany specjalny obszar ochrony siedlisk, aktualnie obszar mający znaczenie dla Wspólnoty, położony na Pogórzu Dynowskim. Obejmuje kompleks leśny pasma Suchej Góry i pasma Królewskiej Góry o powierzchni 1946,6 ha (początkowo 989,6 ha).
Obszar jest zlokalizowany na terenie czterech gmin województwa podkarpackiego: Strzyżów, Jasienica Rosielna, Korczyna i Wojaszówka. Obszar w całości leży w granicach Czarnorzecko-Strzyżowskiego Parku Krajobrazowego.
W obszarze występuje sześć typów siedlisk z załącznika I dyrektywy siedliskowej:
- żyzne buczyny – ok. 60% obszaru
- kwaśne buczyny
- jaworzyny
- łęgi
- wyżynny jodłowy bór mieszany
- jaskinie nieudostępnione do zwiedzania

Występują tu następujące gatunki zwierząt z załącznika II:
- nocek duży Myotis myotis
- mopek zachodni Barbastella barbastellus
- nocek orzęsiony Myotis emarginatus
- nocek Bechsteina Myotis bechsteinii
- kumak górski Bombina variegata
- traszka karpacka Lissotriton montandoni